# Bola del Mundo
Bola del Mundo är en bergstopp i Spanien.   Den ligger i provinsen Provincia de Madrid och regionen Madrid, i den centrala delen av landet, 50 km nordväst om huvudstaden Madrid. Bola del Mundo ingår i Sierra de Guadarrama, i Sistema Central, nära gränsen till Segoviaprovinsen. Toppen på Bola del Mundo är 2 252 meter över havet, eller 140 meter över den omgivande terrängen och det är den västligaste bergstoppen i La Cuerda Larga. Bredden vid basen är 1,9 km.
Terrängen runt Bola del Mundo är kuperad västerut, men österut är den bergig.Runt Bola del Mundo är det ganska tätbefolkat, med 90 invånare per kvadratkilometer. Närmaste större samhälle är Collado-Villalba, 16,8 km söder om Bola del Mundo. Trakten runt Bola del Mundo består i huvudsak av gräsmarker.
Mycket nära toppen, på östra sidan, ligger Ventisquero de la Condesa, ett område från vilket floden Manzanares har sin början och där stora mängder snö ackumuleras på vintern.

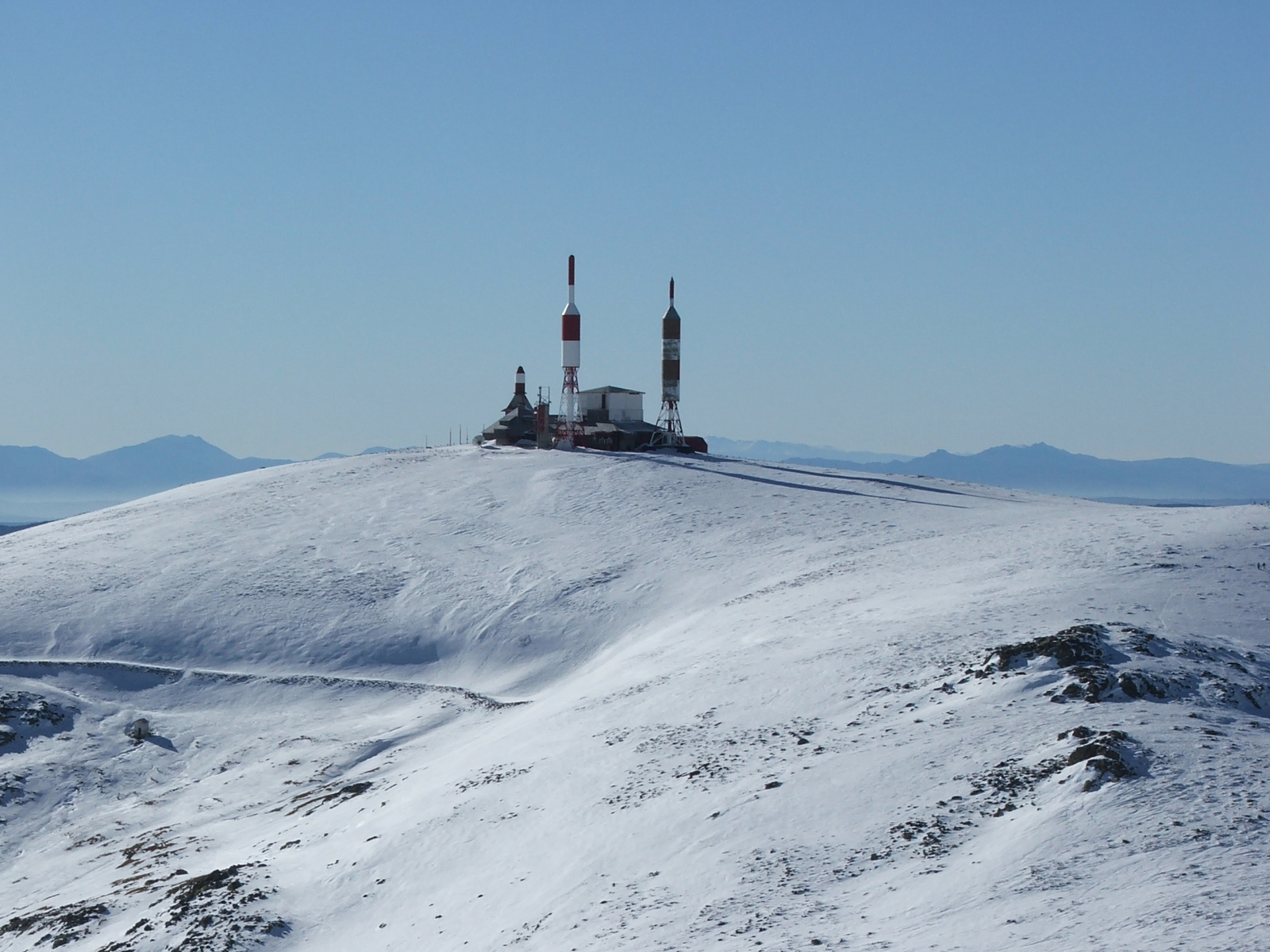
De raketformade radio- och teveantennerna på Bola del Mundo

På toppen finns några antenner, vars funktion var att sända radio- och televisionssignaler till de två omkringliggande högplatåerna. 2010 beslutade Spaniens regering att stänga den kraftfulla tv-repeatern och i stället installera små repeatrar på den kastilianska platån. Men från Bola del Mundo sänds fortfarande spanska riksradion och Onda Madrid på FM-bandet.
De tre antennerna är täckta av en uppvärmd radom i form av en raket för att skydda dem från isen, de är synliga från flera kilometers håll och är kännetecknande för detta berg, vilket är lätt att nå från puerto de Navacerrada.